# Ohrady
Ohrady (Hongaars: Csallóközkürt) is een Slowaakse gemeente in de regio Trnava, en maakt deel uit van het district Dunajská Streda.
Ohrady telt 1.188 inwoners.
Uit de gegevens van de Slowaakse volkstelling van 2021 bleek dat Ohrady een van de tien Slowaakse gemeenten is waar etnische Hongaren meer dan 90% van de bevolking vormen. Met 1.233 etnische Hongaren op 1.359 inwoners in 2021 kwam het percentage Hongaren uit op 90,73%. De overige inwoners waren vooral etnische Slowaken (110 personen: 8,09%), gevolgd door 5 Tsjechen, 3 Oekraïners en één Rus.
In 2021 was 81,38% van de bevolking lid van de Rooms-Katholieke Kerk. Overige christenen waren vooral calvinistisch (3,46%) of evangelisch (1,4%). 154 inwoners (11,33%) hadden geen religie. 

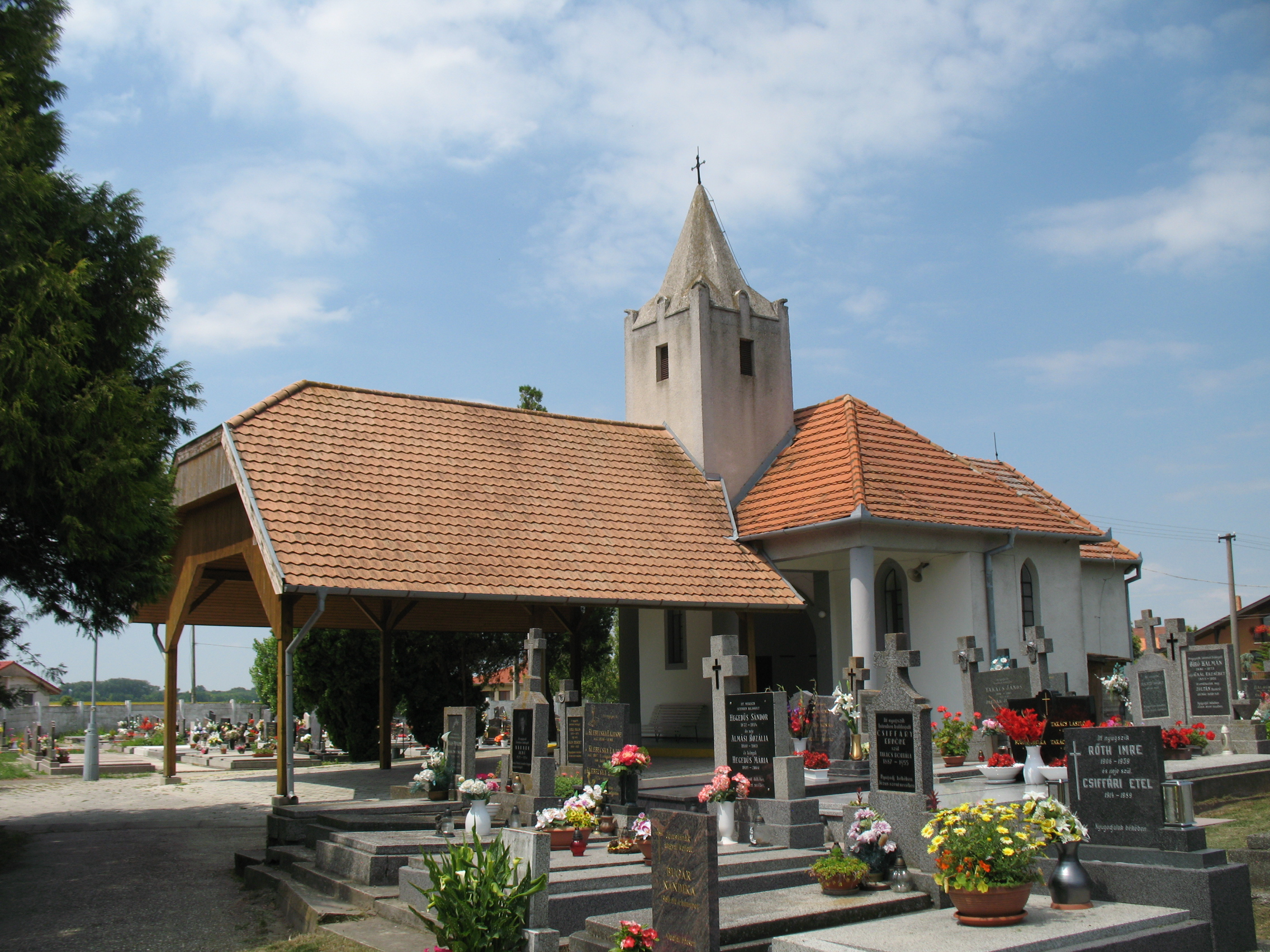
Kerk